# Memento Mori (musikgrupp)
Denna artikel handlar om den svenska postpunkgruppen Memento Mori. För andra betydelser, se Memento mori (olika betydelser).
Memento Mori är en svensk musikgrupp från Eskilstuna som på 1980-talet associerades med den svenska postpunksrörelsen tillsammans med de svenska musikgrupperna Camouflage och Brända Barn. Under 1980-talet släppte Memento Mori tre fullängdsalbum, fyra singlar och en livespelning på split-kassettband tillsammans med Camouflage.
Memento Mori bildades i Eskilstuna i början av 1980-talet. Efter ett första år som punkband började de snart att forma sin egen högst personliga postpunk-stil: en rytmisk baserad musik pådriven av bandets trummis Johan Mörén, toppat av extra slagverk, elaka gitarrer, sax och med en funkbas i botten. Musiken arbetades fram kollektivt och texterna skrevs av bandets sångare Tom Holmlund. I sitt första pressmeddelande skrev gruppen: "Texterna är mycket viktiga, men de ska gå hand i hand med musiken för att tillsammans ge en psykisk/fysisk upplevelse, helt enkelt uppmana till både eftertanke och dans". 
Deras debutalbum ”Jag…snäll” släpptes 1983 och fick ett mycket positivt mottagande av de svenska musikkritikerna. Läsarna av Sveriges dåtida största rocktidskrift Schlager röstade fram Memento Mori som en av 1983 års bästa nykomlingar. 1984 kom ännu ett kritikerrosat album ”Detta är paradiset”. Det belade en fjärdeplats vid Schlagers omröstning om 1984 års bästa svenska album. Från och med första albumet började ett intensivt turnerande runtom i landet med avstickare även till de nordiska grannländerna. Några musikjournalister utnämnde t.o.m. Memento Mori till ”Sveriges bästa liveakt”. I det sena åttiotalet genomgick bandet en hel del förändringar i sättningen vilket avsevärt fördröjde släppet av den tredje och sista LP:n ”Våga leka”. 1990 upplöstes Memento Mori. Sedan dess har deras album blivit kultförklarade och nya fans tillkommit i spåren av postpunkstilens återuppståndelse i mitten av 2000-talet. 
2007-2008 återbildades Memento Mori tillfälligt och gjorde ett antal spelningar. I samband med comebacken släpptes samlingen ”Ur skymningen” (2008) med inspelningar från åren 1982-1988. Därefter har även livealbumet ”Vännerna” (2008) och debutalbumet ”Jag...snäll” (2009) återutgivits i mp3-format.

## Diskografi
- 1983 - Jag...snäll (LP)
- 1984 - Detta är paradiset (LP)
- 1985 - Vännerna (Kassett delad med Camouflage)
- 1985 - Sol Sol (Maxisingel)
- 1989 - Våga leka (LP)
- 2008 - Ur skymningen - 1982-1988 (cd)
- 2008 - Vännerna (remastrat återsläpp digitalt)
- 2009 - Jag...snäll (remastrat återsläpp digitalt)